# Hori I. (velekněz Ptaha)
Hori I. byl velekněz Ptaha ke konci vlády Ramesse II. Hori nastoupil na post velekněze po Neferronpetovi. 
Hori byl synem prince Chamuaseta, vnukem Ramesse II. Hori měl staršího bratra jménem Ramesse, který sloužil jako Sem kněz boha Ptaha. Hori měl také sestru jménem Isetnofret. Je možné, že se Isetnofret vdala za svého strýce, faraona Mernepthaa. Hori měl syna Horiho II., který sloužil jako vezír. 